# Gare des Houches
La gare des Houches est une gare ferroviaire française de la ligne de Saint-Gervais-les-Bains-Le Fayet à Vallorcine (frontière), située sur le territoire de la commune des Houches, dans le département de la Haute-Savoie, en région Auvergne-Rhône-Alpes.
Elle est mise en service en 1901 par la Compagnie des chemins de fer de Paris à Lyon et à la Méditerranée (PLM). C'est une halte voyageurs de la Société nationale des chemins de fer français (SNCF).

## Situation ferroviaire
Établie à 980 mètres d'altitude, la gare des Houches est située au point kilométrique (PK) 11,667 de la ligne de Saint-Gervais-les-Bains-Le Fayet à Vallorcine (frontière), entre les gares de Viaduc-Sainte-Marie et de Taconnaz.
Située sur une ligne à voie unique et métrique, c'est une gare d'évitement qui dispose d'une deuxième voie pour le croisement des trains.

## Histoire
La gare des Houches, est mise en service le 25 juillet 1901 par la Compagnie des chemins de fer de Paris à Lyon et à la Méditerranée (PLM) lorsqu'elle ouvre à l'exploitation la section, à voie métrique et traction électrique, de Saint-Gervais à Chamonix.

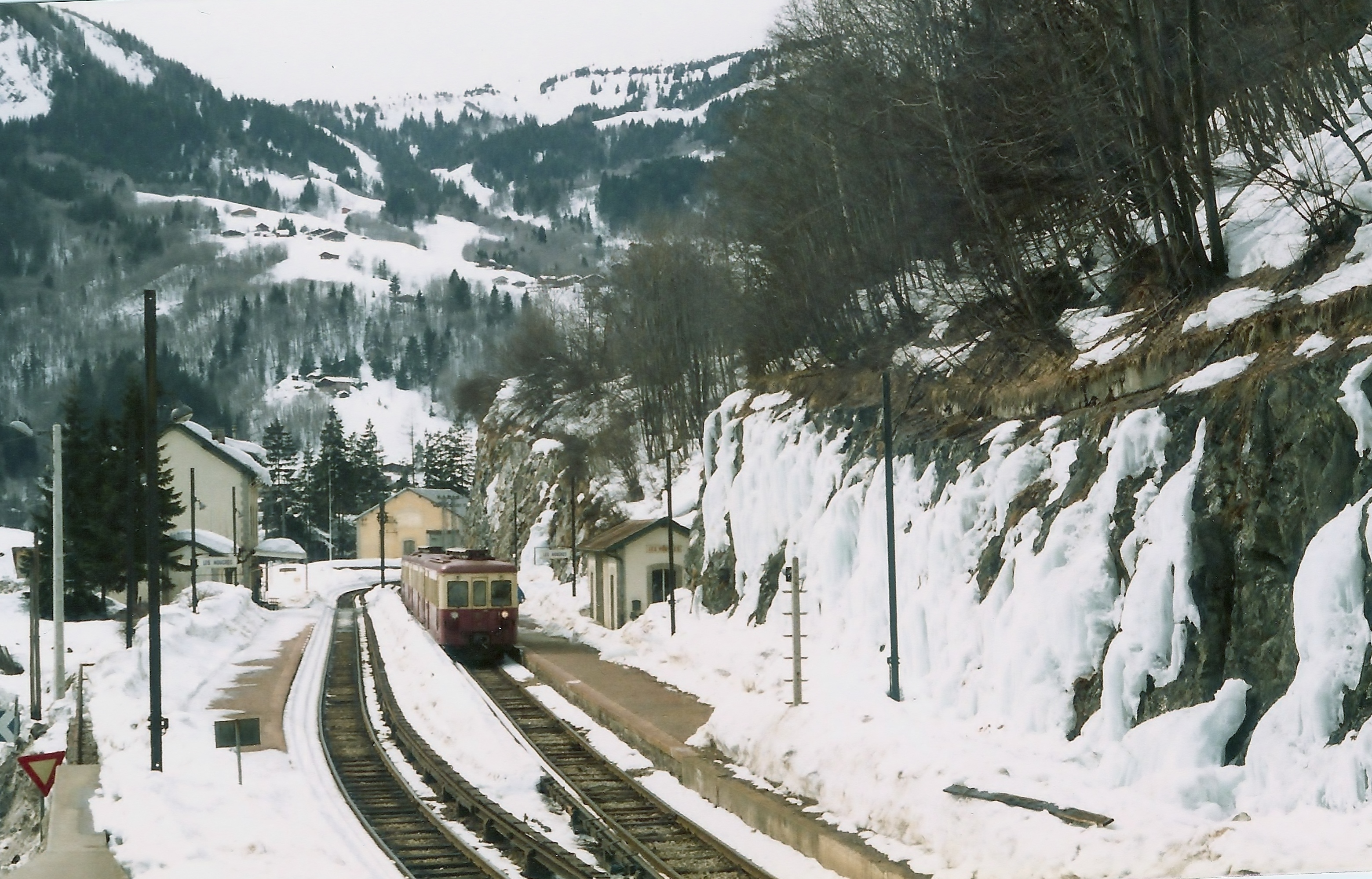
La gare en 1980

## Service des voyageurs

### Accueil
Halte SNCF, c'est un point d'arrêt non géré (PANG) à accès libre.

### Desserte
Les Houches est desservie par des trains spécifiques voie métrique de la SNCF qui assurent des services TER Auvergne-Rhône-Alpes sur la relation Saint-Gervais-les-Bains-Le Fayet - Vallorcine (ou Chamonix-Mont-Blanc).

### Intermodalité
Un parc pour les vélos et un parking pour les véhicules y sont aménagés.

## Patrimoine ferroviaire
L'ancien bâtiment voyageurs est toujours présent sur le site.